# دیوشناسی مسیحی

نقاشی مردی که توسط چند دیو مورد حمله قرار می‌گیرد از میکل آنژ

دیوشناسی مسیحی (انگلیسی: Christian demonology) بررسی دیوان از نقطه نظر مسیحیت است. این دیوشناسی در درجه اول براساس کتاب مقدس (عهد عتیق و جدید)، تفاسیر این کتاب‌های مقدس، دست‌نوشته‌های فیلسوفان و زاهدان اولیه مسیحی و رسوم و افسانه‌های مرتبط است که با دیگر عقاید ترکیب شده‌اند.